# فدریک دیو
فدریک دیو (فرانسوی: Frédéric Déhu‎؛ زادهٔ ۲۴ اکتبر ۱۹۷۲) بازیکن سابق فوتبال اهل فرانسه است.
از باشگاه‌هایی که در آن بازی کرده‌است می‌توان به باشگاه فوتبال لانس، باشگاه فوتبال بارسلونا، باشگاه فوتبال المپیک مارسی، باشگاه فوتبال لوانته، و باشگاه فوتبال پاری سن ژرمن اشاره کرد.
وی همچنین در تیم ملی فوتبال فرانسه بازی کرده‌است.